# Tanjung Kemala (Bengkunat Belimbing)
Tanjung Kemala is een bestuurslaag in het regentschap Lampung Barat van de provincie Lampung, Indonesië. Tanjung Kemala telt 3215 inwoners (volkstelling 2010).